# Le Franc-tireur (téléfilm)
Pour les articles homonymes, voir Le Franc-tireur et Franc-tireur.
Pour plus de détails, voir Fiche technique et Distribution.
Le Franc-tireur est un téléfilm français de Maurice Failevic (coécrit avec Jean-Claude Carrière), diffusé en 1978.

## Synopsis
Jacques Maréchal (Bernard Lecoq) a décidé de se faire licencier de son entreprise pour changer de vie. Il se met donc à critiquer la gestion de sa société. Cela ne se passe pas forcément comme il le voudrait. Au lieu d'être licencié, il obtient une promotion. Il va falloir changer de tactique pour arriver à ses fins.

## Fiche technique
- Réalisation : Maurice Failevic
- Scénario : Maurice Failevic et Jean-Claude Carrière
- Photographie : Serge Palatsi
- Pays :  France
- Durée : 76 minutes
- Date de diffusion :
  - France - 11 janvier 1978

## Distribution
- Bernard Le Coq : Jacques Maréchal
- Jenny Arasse : Nicole
- Yves Pignot : Daniel
- René Camoin : Pontier
- Jean-Claude Caron : Maniaval
- Gabriel Cattand : Carbonnier
- Jacques Chevalier
- Alain Choquet : Picard
- Martine Demaret : Simone
- Pierre Devilder
- Yvette Dolvia : Mme Saintonge
- Dady Duguay : Secrétaire
- Bernard Dumaine : Rocques
- Ghislaine Krouck : Colette
- Pierre Maguelon: Masse
- François Maisongrosse
- Danièle Renault : La secrétaire de Carbonnier
- Michel Ruhl : Castres